# ميديولوجيا

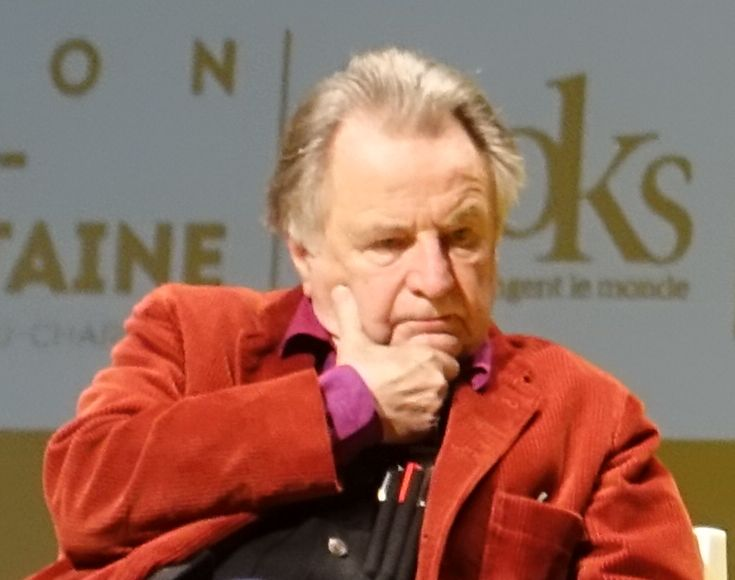

الميديولوجيا أو علم الميديا هو علم يختص بدراسة وسائل الاتصال والتواصل في تأثيرها على الإنسان 
من ناحية تشكل الوعي والتأثير الإيديولوجي وفرض قيم ومفاهيم جديدة.
يعتبر ريجيس دوبريه هو أحد المنظرين الحقيقيين لهذا العلم حيث كان أول من استعمل هذا المصطلح في كتابه «دروس الميديولوجيا العامة».